# Shakhboz Kholmirzayev
Shakhboz Kholmirzayev, född 26 februari 1996, är en uzbekisk roddare.
Kholmirzayev tävlade för Uzbekistan vid olympiska sommarspelen 2016 i Rio de Janeiro, där han slutade på 22:a plats i singelsculler.